# My Type
My Type is een nummer van de Amerikaanse indieband Saint Motel. Bandleden Aaron Sharp, Alexander Jackson, Chondrak Lerdamornpong en Greg Erwin schreven het nummer samen. Jackson nam samen met Joe Napolitano de productie voor zijn rekening. In januari 2014 werd het uitgebracht als leadsingle van de EP My Type.

## Achtergrond
Jackson legde in een interview uit waar de regel 'You're just my type, you've got a pulse and you are breathing' vandaan komt: "Als ik teksten schrijf, hou ik over het algemeen van dingen die een beetje ironisch zijn, en dit idee was aanvankelijk gebaseerd op een meningsverschil dat ik destijds had met een vriendin. Het kwam voort uit het idee dat ik nooit echt veel over mijn type had nagedacht. En haar idee was dat dat komt omdat iedereen mijn type is. Ik dacht dat dat wel grappig was."
Het nummer werd gebruikt in de films Paper Towns en Mr. Right. Daarnaast maakte het onderdeel uit van de soundtracks van de videogames FIFA 15 en Pro Evolution Soccer 2016.

## Hitnoteringen en prijzen
My Type bereikte als hoogste notering de veertiende plaats in Italië en in Schotland eindigde het op de twintigste plek. Daarnaast werd het nummer verkozen tot NPO Radio 2 TopSong.